# 189.ª Divisão de Infantaria (Alemanha)
A 189ª Divisão de Infantaria (em alemão:189. Infanterie-Division) foi uma unidade militar que serviu no Exército alemão durante a Segunda Guerra Mundial.

## Comandantes
| Comandante                         | Data                                            |
| ---------------------------------- | ----------------------------------------------- |
| Generalleutnant Egon von Neindorff | 6 de dezembro de 1942 - 1 de maio de 1943       |
| Reformada                          |                                                 |
| Generalmajor Ernst von Bauer       | 1 de outubro de 1944 - 27 de outubro de 1944    |
| Generalmajor Joachim Degener       | 27 de outubro de 1944 - 15 de novembro de 1944  |
| Generalmajor Eduard Zorn           | 15 de novembro de 1944 - 4 de fevereiro de 1945 |
| Generalmajor Eduard Zorn           | 24 de março de 1945 - 8 de maio de 1945         |

## Oficiais de operações
| Major Ernst Wolf            | 8 de outubro de 1944-1 de novembro de 1944   |
| Major Lindemann             | 5 de novembro de 1944-25 de novembro de 1944 |
| Major Ernst Wolf            | 25 de novembro de 1944-5 de janeiro de 1945  |
| Major Haack                 | 5 de janeiro de 1945-                        |
| Oberstleutnant Rudolf Junge | de março de 1945-?                           |

## Área de operações
| França          | dezembro de 1942 - maio de 1943     |
| Reformada       |                                     |
| França          | outubro de 1944 - fevereiro de 1945 |
| Sul da Alemanha | de março de 1945 - maio de 1945     |